# (10588) Adamcrandall
(10588) Adamcrandall es un asteroide perteneciente al cinturón de asteroides descubierto por Paul G. Comba el 18 de julio de 1996 desde el Observatorio de Prescott.

## Designación y nombre
Designado provisionalmente como 1996 OE, fue nombrado en honor al hijastro del descubridor, Adam Crandall Rees (n. 1960).

## Características orbitales
Adamcrandall está situado a una distancia media de 2,410 ua, pudiendo alejarse un máximo de 2,531 ua y acercarse un máximo de 2,288 ua. Tiene una excentricidad de 0,051. Emplea 1366,16 días en completar una órbita alrededor del Sol.

## Características físicas
Adamcrandall tiene una magnitud absoluta de 16,19. 